# Téo Bordenave
Pour les articles homonymes, voir Bordenave.
Pas d'image ? Cliquez ici

a Compétitions nationales et continentales officielles uniquement.

b Matchs officiels uniquement.
Dernière mise à jour le 29 avril 2025.
Téo Bordenave, né le 10 août 2001 à Bayonne, est un joueur français de rugby à XV évoluant au poste de pilier.

## Carrière

### Formation
Téo Bordenave commence le rugby à l'âge de cinq ans dans son village avec l'USMA Ossun. En 2015, il décide de rejoindre le Tarbes Pyrénées rugby tout en allant au lycée à Bayonne. C'est donc tout naturellement qu'en 2018, il rejoint l'Aviron bayonnais pour sa 2e année Crabos. Durant la saison 2018-2019, il participe aux phases finales avec les Crabos. En 2019, Bayonne lui propose de rester mais il fait le choix de rejoindre la Section paloise où il rejoint le centre de formation. 

### En club
Téo Bordenave commence sa carrière professionnelle en 2021 lors de la 23e journée de Top 14 et un déplacement des Palois au Stade Armandie face au SU Agen. Il enchaîne lors de la 24e journée face au Racing 92, toujours en tant que remplaçant. Il est à nouveau sur la feuille de match face au Stade rochelais lors de la 25e journée et entre en jeu à la 78e minute à la place de Siegfried Fisi'ihoi.
En avril 2022, il est prêté à l'US bressane jusqu'à la fin de la saison. Il est de nouveau prêté à l'US bressane en juin 2022 pour la saison 2022-2023 de Nationale. Durant la saison 2022-2023, il dispute 23 matchs et inscrit 2 essais.
En juin 2023, il prolonge son contrat avec l'US bressane jusqu'en juin 2025.

### En équipe nationale
Téo Bordenave a évolué avec l'équipe de France des moins de 18 ans en 2019.
En 2021, il est sélectionné avec l'équipe de France des moins de 20 ans pour participer au Tournoi des 6 nations des moins de 20 ans. Il débute le premier match du tournoi face à l'équipe d'Angleterre en tant que remplaçant.

## Palmarès
Néant.